# ギルガメッシュ (イギリスのバンド)
ギルガメッシュ（Gilgamesh）は、アラン・ゴーウェンを中心に結成されたカンタベリー系のジャズ・ロック・バンド。

## 概要
1972年に結成、1975年にナショナル・ヘルス結成のために解散、1977年に再結成して1978年に解散した。グループは活動期間中に2枚のスタジオ録音作品『ギルガメッシュ』 (1975年、キャロライン・レコード)と『アナザー・ファイン・チューン・ユーヴ・ゴット・ミー・イントゥ』 (1978年、チャーリー・レコード)を残している他、2000年にアメリカのインディペンデント・レーベルからデモ・テイク集『アライヴィング・トゥワイス』 (2000年、キュニフォーム・レコード)がリリースされている。

## 来歴
- 1972年：アラン・ゴーウェン、リック・モアクーム、ジェフ・クライン、マイク・トラヴィス、アラン・ウェイクマンにより結成。クラインは数回のリハーサルで脱退したため、リチャード・シンクレアがサポートした。モアクーム、ウェインクマン脱退。
- 1973年：フィル・リー、ニール・マーレイ加入。11月のギグでハットフィールド・アンド・ザ・ノースと共演。ここで二つのバンドはダブル・カルテットとしてゴーウェン作曲の組曲を演奏した。マーレイ脱退。
- 1974年：スティーヴ・クック加入。クック脱退。モント・キャンベル加入。数回のリハーサルで脱退したため、マーレイがサポートした。
- 1975年：クライン再加入。ゴーウェン、リー、トラヴィス、クラインで1stアルバム『ギルガメッシュ』録音。7月ゴーウェン、リーはギルガメッシュと平行してナショナル・ヘルスを結成。トラヴィスが計画したスコットランド・ツアーが暗礁に乗り上げたことで、ギルガメッシュは年末に解散。
- 1977年：新作レコーディングのために、ゴーウェン、リー、マーレイ、トレヴァー・トムキンスにより再結成。作曲とリハーサルを開始。
- 1978年：ベースがマーレイからヒュー・ホッパーに交代。2ndアルバム『アナザー・ファイン・チューン・ユーヴ・ゴット・ミー・イントゥ』録音。

## 特徴

### 逸話・その他
1973年11月に第2期ギルガメッシュは第3期ハットフィールド・アンド・ザ・ノースと共演、ダブル・カルテットとしてゴーウェン作曲の40分に及ぶ組曲を演奏した。演奏メンバーは
- アラン・ゴーウェン (Alan Gowen) - シンセサイザー、エレクトリック・ピアノ、ピアノ
- フィル・リー (Phil Lee) - ギター
- ニール・マーレイ (Neil Murray) - ベース
- マイク・トラヴィス (Mike Travis) - ドラム
- デイヴ・スチュワート (Dave Stewart) - エレクトリック・ピアノ、オルガン、ピアノ
- フィル・ミラー (Phil Miller) - ギター
- リチャード・シンクレア (Richard Sinclair) - ベース
- ピップ・パイル (Pip Pyle) - ドラム

このメンバーでダブル・カルテットのレコーディングの話があったが、実現しなかった。
このコンセプトが後にナショナル・ヘルス結成に繋がった。

## メンバーと担当楽器

### 第1期 1972年 - 1973年
- アラン・ゴーウェン (Alan Gowen) - シンセサイザー、エレクトリック・ピアノ、ピアノ
- リック・モアクーム (Rick Morcombe) - ギター
- ジェフ・クライン (Jeff Clyne) - ベース (数回のリハーサルで脱退)
- マイク・トラヴィス (Mike Travis) - ドラム
- アラン・ウェイクマン (Alan Wakeman) - サックス

+
- リチャード・シンクレア (Richard Sinclair) - ベース (クライン脱退後にサポート)

### 第2期 1973年 - 末
- アラン・ゴーウェン (Alan Gowen) - シンセサイザー、エレクトリック・ピアノ、ピアノ
- フィル・リー (Phil Lee) - ギター
- ニール・マーレイ (Neil Murray) - ベース
- マイク・トラヴィス (Mike Travis) - ドラム

### 第3期 1974年
- アラン・ゴーウェン (Alan Gowen) - シンセサイザー、エレクトリック・ピアノ、ピアノ
- フィル・リー (Phil Lee) - ギター
- マイク・トラヴィス (Mike Travis) - ドラム
- スティーヴ・クック (Steve Cook) - ベース

+
- ピーター・レマー (Peter Lemer) - エレクトリック・ピアノ、シンセサイザー (1974年9月、10月のBBCラジオ・セッションに参加)

### 第4期 1974年10月 - 1975年3月
- アラン・ゴーウェン (Alan Gowen) - シンセサイザー、エレクトリック・ピアノ、ピアノ
- フィル・リー (Phil Lee) - ギター
- マイク・トラヴィス (Mike Travis) - ドラム
- モント・キャンベル (Mont campbell) - ベース、フレンチ・ホルン (数回のリハーサルで脱退)

+
- ニール・マーレイ (Neil Murray) - ベース (キャンベル脱退後にサポート)

### 第5期 1975年3月 - 末
- アラン・ゴーウェン (Alan Gowen) - シンセサイザー、エレクトリック・ピアノ、ピアノ、クラヴィネット、メロトロン
- フィル・リー (Phil Lee) - ギター
- マイク・トラヴィス (Mike Travis) - ドラム
- ジェフ・クライン (Jeff Clyne) - ベース、ダブル・ベース

+
- アマンダ・パーソンズ (Amanda Parsons) - ボーカル (ゲスト/1stアルバム)
- デイヴ・スチュワート (Dave Stewart) - オルガン (特別メンバーとして1975年9月のライブ、ラジオ・ショウ等に参加)

ファースト・アルバム『ギルガメッシュ』録音。

### 第6期 1977年
- アラン・ゴーウェン (Alan Gowen) - シンセサイザー、エレクトリック・ピアノ、ピアノ
- フィル・リー (Phil Lee) - ギター
- トレヴァー・トムキンス (Trevor Tomkins) - ドラム
- ニール・マーレイ (Neil Murray) - ベース

### 第7期 1978年
- アラン・ゴーウェン (Alan Gowen) - シンセサイザー、エレクトリック・ピアノ、ピアノ
- フィル・リー (Phil Lee) - ギター
- トレヴァー・トムキンス (Trevor Tomkins) - ドラム
- ヒュー・ホッパー (Hugh Hopper) - ベース

セカンド・アルバム『アナザー・ファイン・チューン・ユーヴ・ゴット・ミー・イントゥ』録音。

## ディスコグラフィ

### スタジオ・アルバム
- 『ギルガメッシュ』 - Gilgamesh (1975年 第5期)
- 『アナザー・ファイン・チューン・ユーヴ・ゴット・ミー・イントゥ』 - Another Fine Tune You've Got Me Into (1978年 第7期) ※旧邦題『ギルガメッシュ2nd.』

### コンピレーション・アルバム
- 『アライヴィング・トゥワイス』 - Arriving Twice (2000年) ※第2期 - 第3期(ピーター・レマー参加)、第5期 ファースト・アルバム制作時とそれ以前のセッション音源集。ハットフィールド・アンド・ザ・ノースとのダブル・カルテット用の組曲の一部を第3期のメンバーで再録した「Extract」を収録している。

### その他の関連アルバム
- ヒュー・ホッパー&アラン・ゴーウェン: 『トゥー・レインボウズ・デイリー』 - Two Rainbows Daily (1980年)
- ハットフィールド・アンド・ザ・ノース: Hattitude (2006年)

ハットフィールド・アンド・ザ・ノースとのダブル・カルテット用の組曲の一部をハットフィールド・アンド・ザ・ノース第3期のメンバーで再録した「Extract」を収録している。